# かわにしなつき
かわにし なつき（2002年6月15日 - ）は、日本のシンガーソングライター。
奈良県橿原市出身。アソビシステム所属。愛称は、なっちゃん、なっきー。 オフィシャルファンクラブは「おつきみ倶楽部」。

## 来歴
2002年生まれ。両親と兄の4人家族で、奈良県橿原市で短大卒業までの約20年間を過ごした。奈良県立高田高等学校を経て、大阪芸術大学短期大学部を卒業。
2020年2月から活動をスタートさせ、ピアノの弾き語りによる多数の動画をSNSで発信している。オリジナル曲やリクエストに応じて数多くのカバー曲を歌っている。歌う前に独自のあるある”絶対〜する説”を発表するのが定番。高校生の時から関西圏でライブ活動も開始しておりライブハウスでも歌声を披露している。
2022年より、路上ライブを大阪を中心に開始。ファンとの直接的なコミュニケーションを大切にしながら地道に全国にファンを広げてきた。自ら考案した”ジャンボじゃんけん大会“では、ファンの名前を覚え、曲のリクエストに応えるスタイルで、いつも穏やかな雰囲気。大阪芸術大学短期大学部の2年生だった10代最後の日に「ハタチになる前に」という企画ライブを2022年6月8日に阿倍野ROCKTOWNで開催した。
2023年2月10日にはワンマンライブ「milestone」を同所にて開催している。恋愛ソングプロジェクト”He & She”に参加しShe saidとして2曲リリースしている。 東京でも路上ライブを始め、新宿歌舞伎町では自身初となる公認路上ライブに参加。4月より活動拠点を東京へ移しASOBISYSTEMに所属した。ファンクラブ名は「おつきみ倶楽部」。10月からは、朝日放送ラジオの生放送音楽番組『ABCミュージックパラダイス』（通称「ミューパラ」）にて金曜パーソナリティを務めている。 
11月に「かわにしなつき」として初EPとなる「マジックアワーにとけて」をリリース。各地で発売記念イベントが行われた。12月に自身初の東阪ワンマン・ライブ〈かわにしなつき ONE MAN SHOW “SPOTLIGHT”〉が開催された。
2024年4月「理想的ガール」をリリース。リアルな女の子の日常と心情を切り取った自己肯定感を上げてくれるような楽曲となっている。リリース前にSNSに投稿された動画は総再生回数2000万回を超え、国内のみならず、韓国を中心としたアジア圏内でもリスナーが急増中。6月には自身のバースデーイベント「かわにしなつき22サイになるよ〜！」を大阪と東京の2会場で開催した。7月には、「理想的ガール」の続編となる楽曲「問題集」をリリース。恋愛中の⼥の⼦の心情や、カップルの“あるある”を問題に⾒⽴てて描いた作品となっている。続く8月には「バター」をリリースし、3部作が完結した。11月20日、「センチメンタルとホットコーヒー」をリリース 。奈良県橿原市でリリース記念イベントが行われた。11月28日には韓国ソウル(ROLLING HALL)で自身初の海外ライブが開催された。
2025年1月より、初のTVタイアップ曲であるMBS よんちゃんTV 世界一周企画のテーマ曲「♪晴れ、時々風まかせ」を担当。2月に東京と大阪でワンマンライブを開催(2月15日 大阪梅田Shangri-La、2月26日 東京 Shibuya WWW)。主催ライブ「puzzle」、ファンクラブイベント「おつきみ喫茶」を開催。5月に台湾で開催された赤聲躁動2025フェスに出演。同月2022年発売した「0.0004％のキセキ」をリアレンジし「0.0004％のキセキ～Wedding version～」をリリースした。
7月にリリースした「optimism」はFRUITS ZIPPER「わたしの一番かわいいところ」の作詞・作曲を手がけるなど、アーティストのジャンルを横断して楽曲を提供するヤマモトショウ をプロデューサーに迎えた楽曲。ポップなサウンドに乗せて、現代を生きる私たちに「正しさ」ではなく「楽しさ」を軸に生きることの大切さを教えてくれる、等身大のポジティブソングとなっている。
8月から、BS-TBS 奈良ふしぎ旅図鑑のテーマソング「♪また会いましょう」を担当。
前作に続き、今作もヤマモトショウとの共作で、心のふるさとをテーマとしている。
SNS総再生回数は3億回を超え、総フォロワー数は40万人を超える（2025年5月時点）。

## 人物
- 幼少期からピアノを始め、中学1年時に行ったライブでAAAの姿を見て歌手に憧れる。中学時代は吹奏楽部に所属しトランペットを担当。コロナ禍だった高校時代にカバー曲の弾き語り動画をSNS配信し、オリジナル曲の制作を開始。22年3月に公開したGReeeeNの「愛唄」のカバー動画がバズることになる[21]。
- 2024年のインタビューで『私は自分の体験や周囲の出来事から感じたことを歌詞にしています。その想いを共感し、また「自分だけじゃないんだ」と言ってくださる、そんな方々に向けて創作していきたいですね。その時々で自分の感じた「今しか書けないこと」を伝えられるアーティストでありたい。』と話した[22]。

- すごく疲れてる日は『今日は何をやったかを朝起きた時からのことを思い出して、これもやったしこれもやったし、これもこれもこれもやったやん私！っていう。今日めっちゃ頑張ったやん私！っていうマインドに持っていって、自己肯定感爆上げな感じで寝ます。』と語っている[23]。

- 舌が人一倍長いというチャーミングな特徴を持つ。日本テレビのスター発掘バラエティ『ギブミーキャッチコピー』に出演した際、麒麟川島に舌にちなんだキャッチコピーを提案されるが、劇団ひとりからの「その路上は紅白へと続く道」を選んだ[24]。
- 音楽とは、「いつでも隣にあるもの。かわにしなつきの音楽も楽しいときも辛いときも隣にあってほしい。そんな音楽を作りたい。」と語っている[25]。

- ワンマンライブで「人生も長い旅で、一期一会の瞬間がたくさんあると思うねん。」「そういう時間とか瞬間は、積極的にいかないとないんじゃないかなと思っていて。私もどんどん極めて自分だけの光を見つけられたらと思っています。みんながいないと前に進めないですし、光ることもできないので。これからも、かわにしと歩いてくれたらいいなと思っています。」と語った[26]。

- 『0.0004％のキセキ～Wedding version～』のリリースにあたり「音楽を始めてから私自身、人と人が出会うことのキセキを改めて強く感じています。結婚という大切な人生の節目に寄り添って、結婚式で流したくなるような曲をイメージしながら私自身も幸せな気持ちで作りました。この広い世界で0.0004％の確率で出会うたった1人と、生涯を誓い合ったとき、この曲がそばにあればうれしい」とコメントしている[27]。

- 彼女の魅力はなんと言っても、聴く人が“自分ごと”のように感じられるリアルな歌詞と優しい音楽性。誰もが経験したことのある感情を的確に言語化し、繊細な胸中を音楽に昇華することで、多くのリスナーの共感を誘っている[28]。

- アーティスト活動を続けていく上での原動力として、「まずは、ファンの皆さんの存在です。ファンの皆さんからいただいた手紙はひとつの箱に入れて大切に保管しているんですけど、うまくいかない時など、それを読み返してパワーをもらったりもしています。あと、支えてくれている両親にも感謝しています。母が今でも毎日LINEをくれるんですよね。『今日もいい1日にしようね』とか。もう2年間続いているんですけど、それも本当に支えになっています。それから、初めて作った曲を受験期に聴いてくれた友達が、今でもその曲が一番好きだと言ってくれていて、その言葉も本当に支えになっています。これからも、もっとたくさんの人に自分の気持ちと自分の歌を届けていきたいと思っています。」と語っている[29]。

- 『また会いましょう』のリリースにあたり「この曲は、旅先や初めて訪れた場所なのに、なぜかほっとしたり懐かしくなったりする、そんな“心のふるさと”のような景色に想いを馳せながら書きました。人や動物、風景たちが「おかえり」と迎えてくれるような、やさしい世界をイメージして描いています。前作に続き、今作もヤマモトショウさんとの共作で、まるで文通のように想いを重ねながら生まれた一曲です。本当の故郷じゃなくても、“自分だけのふるさと”と感じられるような瞬間に、この曲がそっと寄り添えたら嬉しいです。」とコメントしている[30]。

## ディスコグラフィ

### シングル
| 2020年 7月23日 | キミの物語                     |                    |  |  |  |  |  |  |
| 2021年10月13日 | きっとラブソング               |                    |  |  |  |  |  |  |
| 2022年11月19日 | 0.0004%のキセキ                |                    |  |  |  |  |  |  |
| 2023年 2月 1日 | Moonlight                      | Filter Project     |  |  |  |  |  |  |
| 2023年 2月22日 | 青春トワイライト               |                    |  |  |  |  |  |  |
|                |                                |                    |  |  |  |  |  |  |
| 2023年 8月 9日 | 笑っていようよ                 | 配信リリース       |  |  |  |  |  |  |
| 2023年10月13日 | 太陽とキミ                     | EP先行配信         |  |  |  |  |  |  |
| 2023年10月27日 | トーキョー                     | EP先行配信         |  |  |  |  |  |  |
| 2024年 4月26日 | 理想的ガール                   | デジタルリリース   |  |  |  |  |  |  |
| 2024年 7月24日 | 問題集                         | 理想的ガールの続編 |  |  |  |  |  |  |
| 2024年 8月21日 | バター                         | 3部作完結編        |  |  |  |  |  |  |
| 2024年11月20日 | センチメンタルとホットコーヒー |                    |  |  |  |  |  |  |
| 2025年 1月31日 | 晴れ、時々風まかせ             | TVテーマ曲         |  |  |  |  |  |  |
| 2025年 5月28日 | 0.0004%のキセキ ~wedding ver~  |                    |  |  |  |  |  |  |
| 2025年 7月11日 | optimism                       |                    |  |  |  |  |  |  |
| 2025年 8月20日 | また会いましょう               | TVテーマ曲         |  |  |  |  |  |  |

### EP
| 2020年12月4日  | キミの物語             | キミの物語、面影、いつか                                     |  |  |  |  |  |  |
| 2022年6月20日  | ミッドナイトブルー     | 我儘、ひとりの夜、プレイリスト                               |  |  |  |  |  |  |
|                |                        |                                                              |  |  |  |  |  |  |
| 2023年11月 8日 | マジックアワーにとけて | 笑っていようよ、太陽とキミ、トーキョー、君の街、月のブランコ |  |  |  |  |  |  |

### he&she
| 発売日         | タイトル                             |               |
| -------------- | ------------------------------------ | ------------- |
| 2022年10月19日 | どんなに好きだったりしても(She said) | feat.川西奈月 |
| 2023年 3月22日 | 恋火(She said)                       | feat.川西奈月 |

## タイアップ
| タイトル           | タイアップ                                                                 |
| ------------------ | -------------------------------------------------------------------------- |
| 笑っていようよ     | [配信ドラマ]「夕木真哉は夜、暴く～殺人遺族カウンセラーの秘密と闇～」主題歌 |
| キミの物語         | [映画]「ラスト17デー」主題歌                                               |
| 晴れ、時々風まかせ | [TV]「MBS よんちゃんTV 世界一周ご縁たび」テーマ曲                          |
| また会いましょう   | [TV]「BS-TBS 奈良ふしぎ旅図鑑」テーマ曲                                    |

## 出演

### レギュラー
ABCラジオ
- ABCミュージックパラダイス(金曜 パーソナリティ、2023年10月6日 - 2024年9月27日）毎週0時台はスタジオ生ライブ

### テレビ番組
- 2024/7/24・27 関西テレビ

『ピーチケパーチケ』注目のエンタメ情報コーナー"ひょピックス"
- 2024/8/27 CBCテレビ

『道との遭遇』情報通への道:インタビューゲスト
- 2024/10/07 日本テレビ

『ギブミーキャッチコピー～名付けよ！未来のスターたち～』
- 2025/02/04・18, 03/04

MBS 毎日放送『よんチャンTV』
- 2025/03/17・20・21・23

MBS 毎日放送『MM-TV』
- 2025/04/10 奈良テレビ

『ゆうドキッ！』
- 2025/04/27 NHKEテレ

『NHK俳句』題「燕」

### ラジオ番組
- 2023/8/2 Kiss FM KOBE

『Kiss Music Presenter』出演。「笑っていようよ」初O.A.
- 2023/8/3 FM802

『RADIO∞INFINITY』出演。「笑っていようよ」弾き語りver.
- 2023/8/19・26 エフエム愛知

『ブラス・ミュージック』ゲスト出演。
- 2023/10/27エフエム京都 α-STATION

『ONE FINE DAY』ゲスト出演。「トーキョー」初O.A.
- Kiss FM KOBE

『Kiss Music Presenter  FRIDAY』ゲスト出演。
- 2023/11/3 エフエム大阪

FM OSAKA『hug+』ゲスト出演。
- 2023/12/7 FM802

『RADIO CONTINUOUS』29時台選曲をかわにしなつきが担当。
- 2023/12/13 ABCラジオ

『ドッキリ！ハッキリ！三代澤康司です』
- 2023/12/26 FM滋賀 e-radio

『キャッチ』
- 2024/3/23・30 inter FM 『ラジオノセカイ』
- 2024/5/3 Kiss FM KOBE  『Viva la radio』
- 2024/5/23 LOVE FM

『スイッチオン！DAYTIME FM』
- 2024/5/29 FM FUKUOKA

『ナカニワスタジオ』
- 2024/5/30 LuckyFM茨城放送

『HAPPYパンチ』
- 2024/6/22 ABCラジオ

『ABCミュージックパラダイス＋　かわにしなつきエディション』
- 2024/6/30・7/14 J-WAVE

『EARLY GLORY』スタジオ生ライブ
- 2024/8/10 TOKAI RADIO

『Saturday Flavor』「Time Maschine」のコーナーに生出演！
- 2024/8/10 ZIP-FM

『Sparkling』
- 2024/9/16 文化放送 ラジオ大阪

『かわにしなつきの　おつきみラジオ』
- 2024/11/12 NBC長崎放送

『あさカラ』リモート生出演
- 2024/11/21 Kiss FM KOBE

『シャカリキ』
- 2024/11/21 ラジオ関西

『Clip』
- 2024/12/27 Kiss FM KOBE  『Viva la radio』12/22(日)KissFMKOBE×神戸マツダイベントスクエア プレミア:ムライブVol.30のライブ&トークダイジェストOA.
- 2025/1/8・15 FMヨコハマ  『恋する♡クリームパン』
- 2025/1/29・2/5 FM802

『EVENING TAP』MUSIC BLOOMのコーナー内にてインタビューOA！
- 2025/2/13 FM大阪

『LOVEFLAP』
- Kiss FM KOBE

『Kiss Music Presenter』
- 2025/2/20 FM大阪

『LOVEFLAP』
- 2025/3/4 MBSラジオ

『裏方兼聞ROCK！』
- 2025/5/19 ラジオ関西

『Clip』0.0004%のキセキ wedding ver.宇宙初解禁
- 2025/5/30 TOKYO FM

『JUMP UP MELODIES』
- 2025/6/17 MBSラジオ

『Mラジ Music Treasures』かわにしなつき 特集
- 2025/8/11 ラジオ関西

『Clip』代打出演、新曲初OA

### イベント
- お台場冒険王2023 SUMMER SPLASH！「冒険王ミュージックライブ」（2023年8月21日、フジテレビ本社屋1階　ロッテふ～せんガムステージ）[44]

- FM802 MINAMI WHEEL 2023（2023年10月07日、FANJ twice）[45]

- おでかけミューパラライブinウェルビーみのお

(2023年10月21日、ウェルビーみのお)
- EXPO FES！

(2023年10月21日、万博記念公園お祭り広場)
- てんり　ハロウィンフェス2023

(2023年10月28日、奈良県 コフフン　多目的広場)
- ABCラジオミューパラライブ2023

(2023年11月12日、万博記念公園 )
- あーとの祷りWinter Music Fes 2023 （2023年12月21日　東京・歌舞伎町シネシティ広場）[46]

- FM802 Funky Christmas 2023 （2023年12月23日、クリスタ長堀 滝の広場）

- KissFMKOBE主催"ACOUSTIC FESTIVAL"神戸2024（2024年4月20日、生田神社）

- ギャンブル等依存症問題啓発月間シンポジウム『知ろう！気づこう！依存症～ギャンブル等依存のこと～ 』(2024年5月19日、大阪府 阪急梅田ホール)

- エシカルエキスポ 2024 TOKYO（2024年5月26日、渋谷ストリームホール）

- たこやきジャンボリー（2024年7月7日、てんしば）

- INSPIRE TOKYO 2024

(2024年7月14日、代々木公園)
- 東北放送tbcテレビ65周年 震災復興支援イベント夏まつり2024

(2024年7月27日、宮城県仙台市 勾当台公園 市民広場)
- 生田神社大海夏祭

(2024年8月3日、生田神社)
- かわにしなつき×WEGO東名阪ツアー インストアライブ/一日店長

(8/4 心斎橋店
8/11 大須店
8/18 原宿店)
- 浜松町131ライブ

(2024年8月8日、文化放送1階サテライトプラス)
- FM802 MINAMI WHEEL 2024（2024年10月14日、BEYOND）

- 橿原夢の森フェスティバル2024 （2024年10月19日、橿原公苑内多目的広場）

- Yokohama City Music

(2024年11月1日、横浜ビブレniigoひろば)
- テキトコマルシェ

(2024年11月11日、TEKITOCO中津商店街内)
- すずフェス 2024 KOBEまつり

(2024年11月23日、ERフットサルスタジアム)
- ATC BAYSIDE歌謡祭

(2024年12月21日、大阪南港ATC 海辺のステージ)
- KissFMKOBE× 神戸マツダイベントスクエア プレミアムライブ vol.30

(2024年12月22日、神戸マツダイベントスクエア)
- イオンモール羽生 フリーライブ

(2024年12月28日、埼玉県 イオンモール羽生)
- イオンモール橿原 成人の日 記念ライブ

(2025年1月13日、奈良県 イオンモール橿原1F サンシャインコート)
- イオンモール橿原

増床リニューアルグランドオープン記念イベント
『かわにしなつき ミニライブ＆特典会』(2025年3月1日、奈良県 イオンモール橿原1F サンシャインコート)
- 「晴れ、時々風まかせ」配信記念リリースイベント

(2025年3月4日、大阪府 MBS 1階 ちゃやまちプラザ)
- MAKUHARU Fes 2025」

(2025年3月22日、イオンモール幕張新都心)
- PATIOアコースティックライブ」

(2025年3月23日、須磨パティオ専門店 買物広場)
- すみだライブフェス

(2025年3月30日、錦糸公園 )
- Kabukicho Music Live Special

(2025年4月12日、Zepp Shinjuku)
- HANAMICHI FES 2025

(2025年5月23日、大阪城野外音楽堂)
- FRED PERRY 「MEETs」[47]

(2025年5月24日、東京渋谷区)
- イナズマロックフェス 2025

(2025年9月21日、滋賀県草津市
烏丸半島芝生広場 風神ステージ)